# Arrondissement Grasse
Das Arrondissement Grasse ist eine Verwaltungseinheit des französischen Départements Alpes-Maritimes in der Region Provence-Alpes-Côte d’Azur. Hauptort (Unterpräfektur) ist Grasse.
Es besteht aus 15 Kantonen und 62 Gemeinden.

## Kantone
| - Antibes-1 - Antibes-2 - Antibes-3 - Cagnes-sur-Mer-1 - Cagnes-sur-Mer-2 - Cannes-1 - Cannes-2 - Le Cannet | - Grasse-1 - Grasse-2 - Mandelieu-la-Napoule - Nizza-3 (mit 3 von 4 Gemeinden) - Valbonne - Vence (mit 10 von 47 Gemeinden) - Villeneuve-Loubet |

## Gemeinden
Die Gemeinden des Arrondissements Grasse  sind:
| 1. Aiglun (06001)               | 2. Amirat (06002)                | 3. Andon (06003)                   | 4. Antibes (06004)                   |
| 5. Auribeau-sur-Siagne (06007)  | 6. Bézaudun-les-Alpes (06017)    | 7. Biot (06018)                    | 8. Bouyon (06022)                    |
| 9. Briançonnet (06024)          | 10. Cabris (06026)               | 11. Cagnes-sur-Mer (06027)         | 12. Caille (06028)                   |
| 13. Cannes (06029)              | 14. Carros (06033)               | 15. Caussols (06037)               | 16. Châteauneuf-Grasse (06038)       |
| 17. Cipières (06041)            | 18. Collongues (06045)           | 19. Conségudes (06047)             | 20. Courmes (06049)                  |
| 21. Coursegoules (06050)        | 22. Escragnolles (06058)         | 23. Gars (06063)                   | 24. Gattières (06064)                |
| 25. Gourdon (06068)             | 26. Grasse (06069)               | 27. Gréolières (06070)             | 28. La Colle-sur-Loup (06044)        |
| 29. La Gaude (06065)            | 30. La Roque-en-Provence (06107) | 31. La Roquette-sur-Siagne (06108) | 32. Le Bar-sur-Loup (06010)          |
| 33. Le Broc (06025)             | 34. Le Cannet (06030)            | 35. Le Mas (06081)                 | 36. Le Rouret (06112)                |
| 37. Le Tignet (06140)           | 38. Les Ferres (06061)           | 39. Les Mujouls (06087)            | 40. Mandelieu-la-Napoule (06079)     |
| 41. Mouans-Sartoux (06084)      | 42. Mougins (06085)              | 43. Opio (06089)                   | 44. Pégomas (06090)                  |
| 45. Peymeinade (06095)          | 46. Roquefort-les-Pins (06105)   | 47. Saint-Auban (06116)            | 48. Saint-Cézaire-sur-Siagne (06118) |
| 49. Saint-Jeannet (06122)       | 50. Saint-Laurent-du-Var (06123) | 51. Saint-Paul-de-Vence (06128)    | 52. Saint-Vallier-de-Thiey (06130)   |
| 53. Sallagriffon (06131)        | 54. Séranon (06134)              | 55. Spéracèdes (06137)             | 56. Théoule-sur-Mer (06138)          |
| 57. Tourrettes-sur-Loup (06148) | 58. Valbonne (06152)             | 59. Valderoure (06154)             | 60. Vallauris (06155)                |
| 61. Vence (06157)               | 62. Villeneuve-Loubet (06161)    |                                    |                                      |

## Anpassung Gemeindename seit der landesweiten Neuordnung der Kantone
18. November 2015: Roquestéron-Grasse → La Roque-en-Provence